# غلكزة

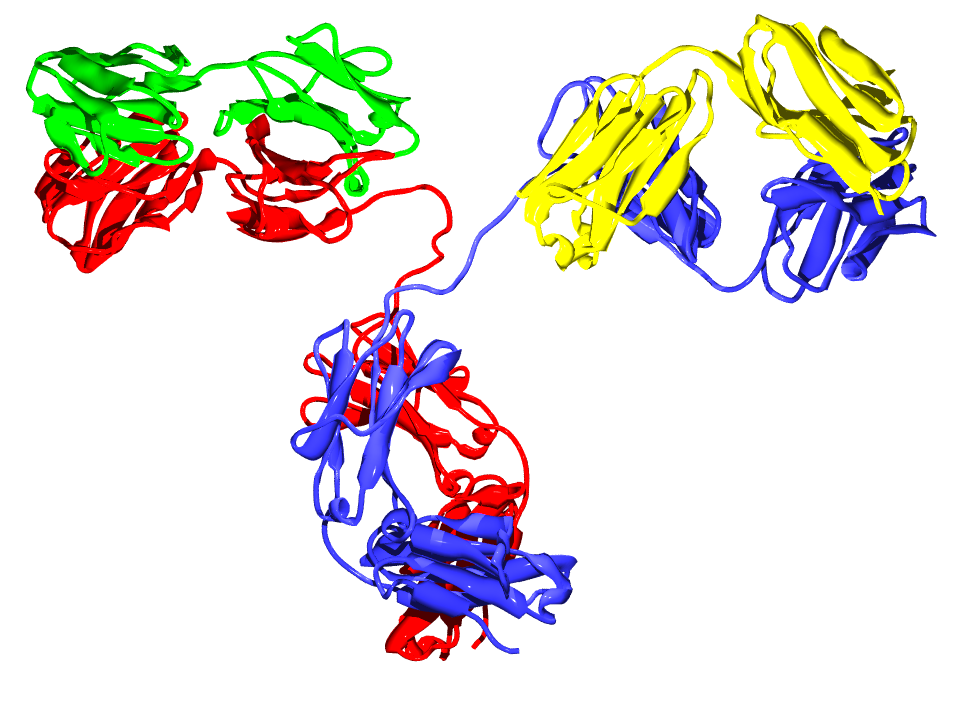

الغلكزة أو الارتباط بالغليكوزيل (بالإنجليزية: Glycosylation)‏ هي تفاعل تُرتبَط فيه كربوهيدرات (مانح غليكوزيل) بهيدروكسيل أو مجموعة وظيفية أخرى لجزيء آخر (مستقبِل غليكوزيل). في علم الأحياء تشير الغلكزة أساسا إلى عملية يتم فيها ربط جزيئات غليكان مع بروتينات، وتُنتج هذه العملية الإنزيمية أحد البوليمرات الحيوية الأساسية الموجودة في الخلايا (فضلا عن الدنا والرنا والبروتينات). الغلكزة هي أحد العمليات التي تصاحب الترجمة وتعديلات ما بعد الترجمة، تلعب الغليكانات أدوارا بنيوية ووظيفية متنوعة في البروتينات الغشائية والمفرزة ، ومعظم البروتينات المصطنعة في الشبكة الإندوبلازمية الخشنة تمر بعملية الغلكزة. على عكس العملية الكيميائية غير الإنزيمية الغلوزة، فإن الغلكزة عملية موجهة إنزيميا مخصصة بمواقع محددة. تظهر عملية الغلكزة كذلك في السيتوبلازم والنواة في تعديلات O-GlcNAc. أغلكزة هي ميزة في الأجسام المضادة المصنعة لتجاوز الغلكزة. يتم إنتاج خمس أنواع من الغليكانات:
- غليكانات مرتبطة بـN: مرتبطة بنيتروجين السلسلة الجانبية للأسباراجين والأرجنين، تتطلب الغلكزة المرتبطة بـN مشاركة لبيد خاص يسمى فسفات الدوليكول.
- غليكانات مرتبطة بـO: مرتبطة بأكسجين هيدروكسيل سيرين، ثريونين، تيروسين، هيدروكسي ليسين أو السلاسل الجانبية للهيدروكسي برولين، أو ذرات الأكسجين في الليبيدات مثل سيراميد.
- غليكانات فوسفاتية: مرتبطة عبر فوسفات أو فوسفوسيرين.
- غليكانات مرتبطة بـC: هي نوع نادر من الغلكزة تتم فيها إضافة سكر إلى كربون في سلسلة جانبية لتريبتوفان.
- غليبية: وهي إضافة الشحم السكري GPI (غليكوزيل فوسفاتيديل إينوسيتول) الذي يربط البروتينات بالليبيدات عبر روابط غليكان.